# Cercopithecus hamlyni
Cercopithèque à tête de hibou, cercopithèque de Hamlyn
 (février 2015).
Si vous disposez d'ouvrages ou d'articles de référence ou si vous connaissez des sites web de qualité traitant du thème abordé ici, merci de compléter l'article en donnant les références utiles à sa vérifiabilité et en les liant à la section « Notes et références ».
Espèce
Statut de conservation UICN

 VU A4cd : Vulnérable
Statut CITES
Cercopithecus hamlyni ou cercopithèque à tête de hibou ou encore cercopithèque de Hamlyn est un singe arboricole diurne dont l'aire de répartition est mal connue mais semble chevaucher l'équateur aux frontières du Rwanda et de la République démocratique du Congo, probablement aussi au Burundi et en Ouganda.

## Description
Le cercopithèque à tête de hibou est l'une des dix-neuf espèces de cercopithèques des forêts équatoriales d'Afrique. Son pelage, qui rappelle celui de certaines sous-espèces du cercopithèque à diadème est gris foncé avec des nuances chinées argentées sur le dos et dorées autour du visage chez l'adulte. Les membres, la face ventrale et le bout de la queue sont quasiment noirs. Le pelage est plus long chez l'adulte sur le dos et autour du visage et forme parfois des toupets au-dessus des oreilles (d'où son nom et sa vague ressemblance avec un hibou). L'arcade sourcilière prend une teinte dorée sur toute sa longueur formant de loin une barre horizontale qui souligne les expressions faciales. La peau faciale est de couleur brun sombre à noire, rayée en son centre d'une éclatante bande blanche verticale sur le nez reliant les arcades sourcilières à la lèvre supérieure. La peau ano-génitale des femelles et surtout les scrotums des mâles arborent une nette coloration bleu ciel très voyante contrairement au reste du corps plutôt cryptique. Cette espèce a été très peu étudiée mais semble présenter des caractères ancestraux chez les cercopithèques.

## Reproduction
Très peu de données sont disponibles concernant cette espèce. Une seule étude semble indiquer qu'une saison de reproduction existe en République démocratique du Congo de mai à octobre. Les petits naissent avec un pelage et une peau faciale de couleur différente de l'adulte. Après quelques semaines, la peau du visage se pigmente mais la barre blanche caractéristique n'apparaît qu'à la puberté. Le pelage des jeunes est verdâtre avec des nuances dorées et rappelle celui des talapoin (Miopithecus talapoin).

## Mensurations
- Taille

- Longueur du corps : 56 cm.
- Longueur de la queue : inconnue.
- Poids

- mâle : 5,486 kg.
- femelle : 3,680 kg.

## Habitat
L'espèce est présente au niveau des basses terres du bassin Lualaba/Congo jusqu'à la forêt d'Ituri à l'est de la République démocratique du Congo ainsi qu'au Rift Albertine et dans la forêt de Nyungwe au Rwanda. L'aire de répartition s'étend au nord du bassin Lindi-Nepoko et au sud vers la forêt tropicale humide où sa limite n'est pas clairement définie. Bien que l'espèce semble plutôt inféodée à un écosystème de basses terres, elle est encore présente dans les forêts de bambous des montagnes d'Albertine. Les populations les plus orientales des hautes terres sont maintenant isolées en îlots d'habitat fragmenté (entre autres Gishwati, Monts  Virunga, fragments forestiers entre le parc national de Kahuzi-Biega et Massisi). Le cercopithèque d'Hamlyn semble se maintenir en altitude jusqu'à 3000 m et sa limite supérieure ne doit pas excéder 3200 m.

## Population
Aucune donnée précise disponible à ce jour, mais l'UICN a répertorié des baisses d'effectif dans certaines zones et qui se poursuivent. Elle considère qu'en raison de la grande instabilité politique de la région, il est possible que les populations déclinent de 30 % sur une période de 30 ans et c'est la raison pour laquelle elle la place dans la catégorie vulnérable de sa liste rouge des espèces menacées. Une étude menée en 1994-1995 dans le parc national de Kahuzi-Biega montre qu'il était alors assez abondant dans la zone d'étude (mais sans point de comparaison ni dans le temps ni dans l'espace d'où la précarité de cette valeur isolée).

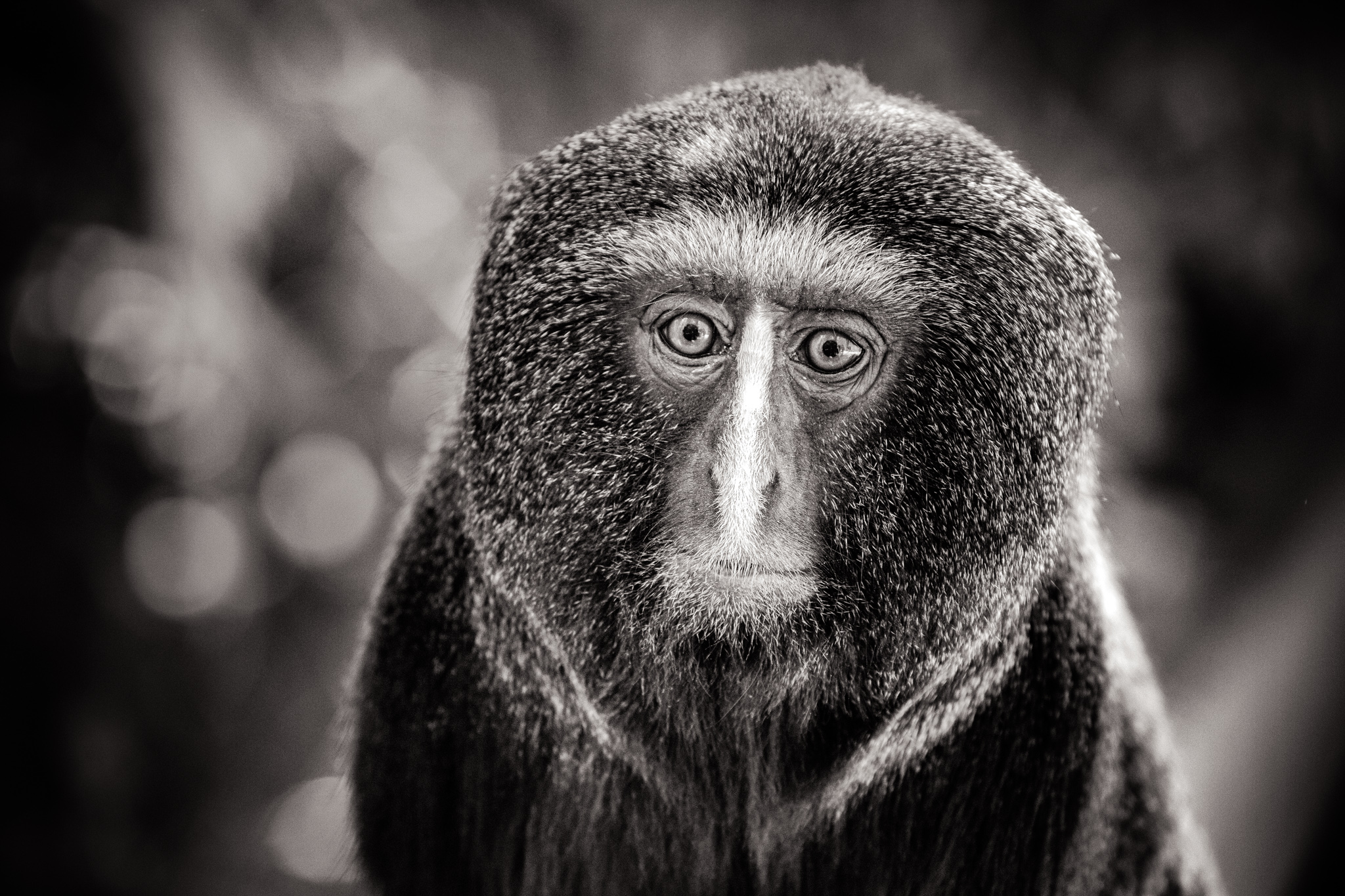
Cercopithèque à tête de hibou

## Galerie

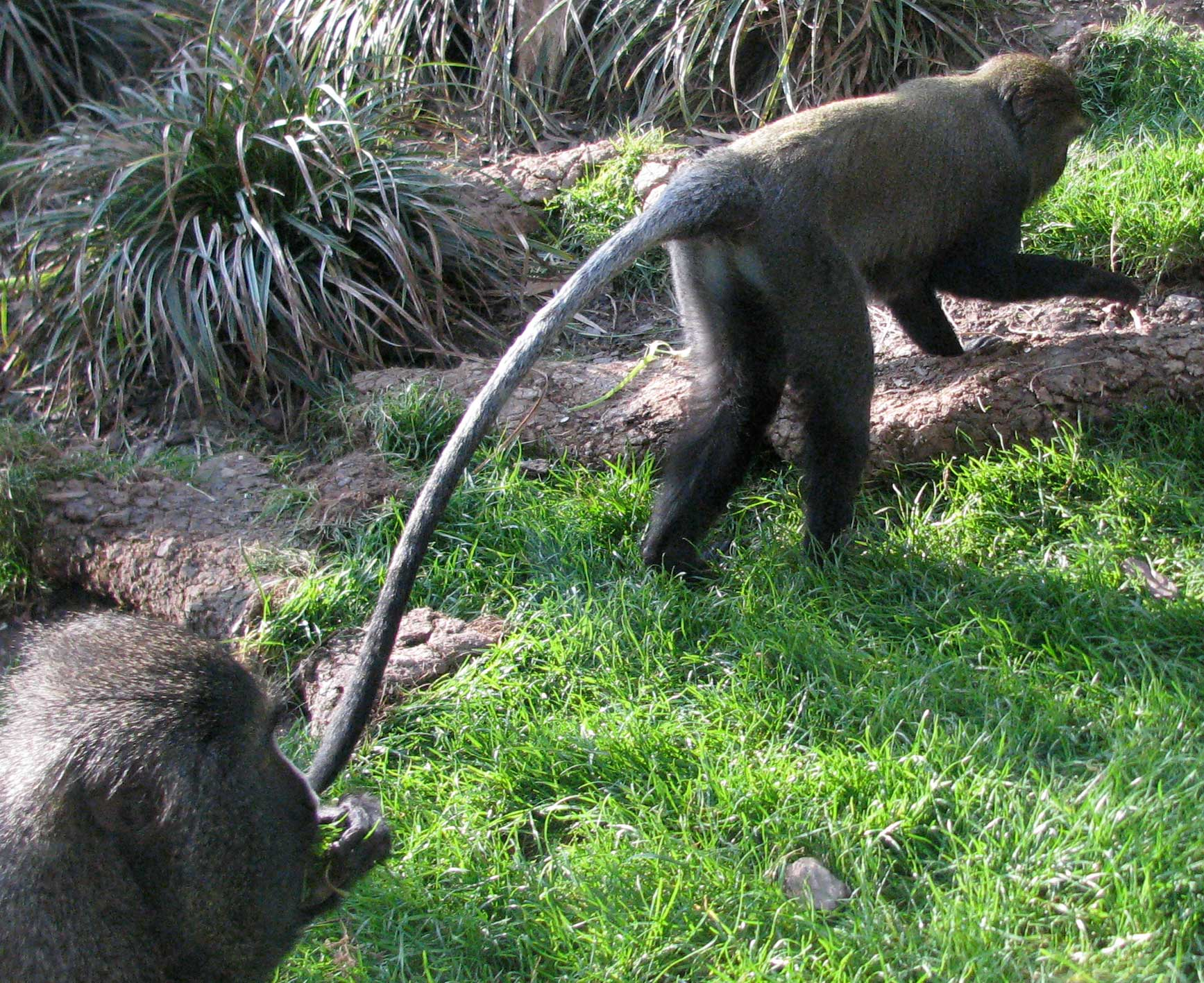
"La longue queue joue le rôle de balancier lors de la locomotion dans les arbres" Photo Christophe Chauvin.
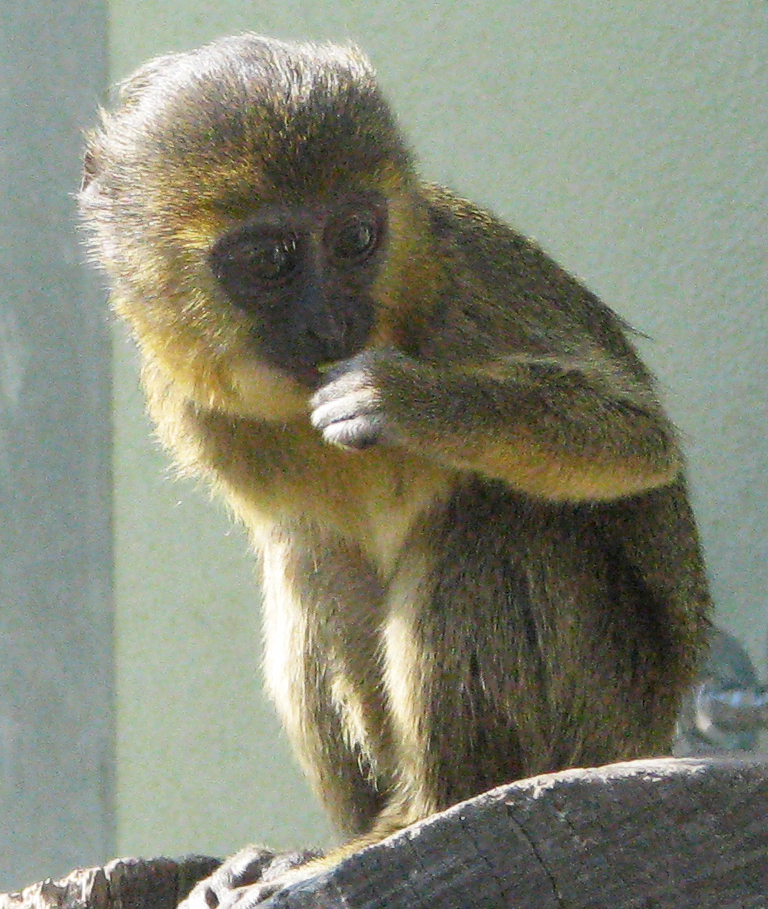
"Le jeune a un pelage bien différent de l'adulte (petit âgé de 4 à 5 mois)" Photo Christophe Chauvin.
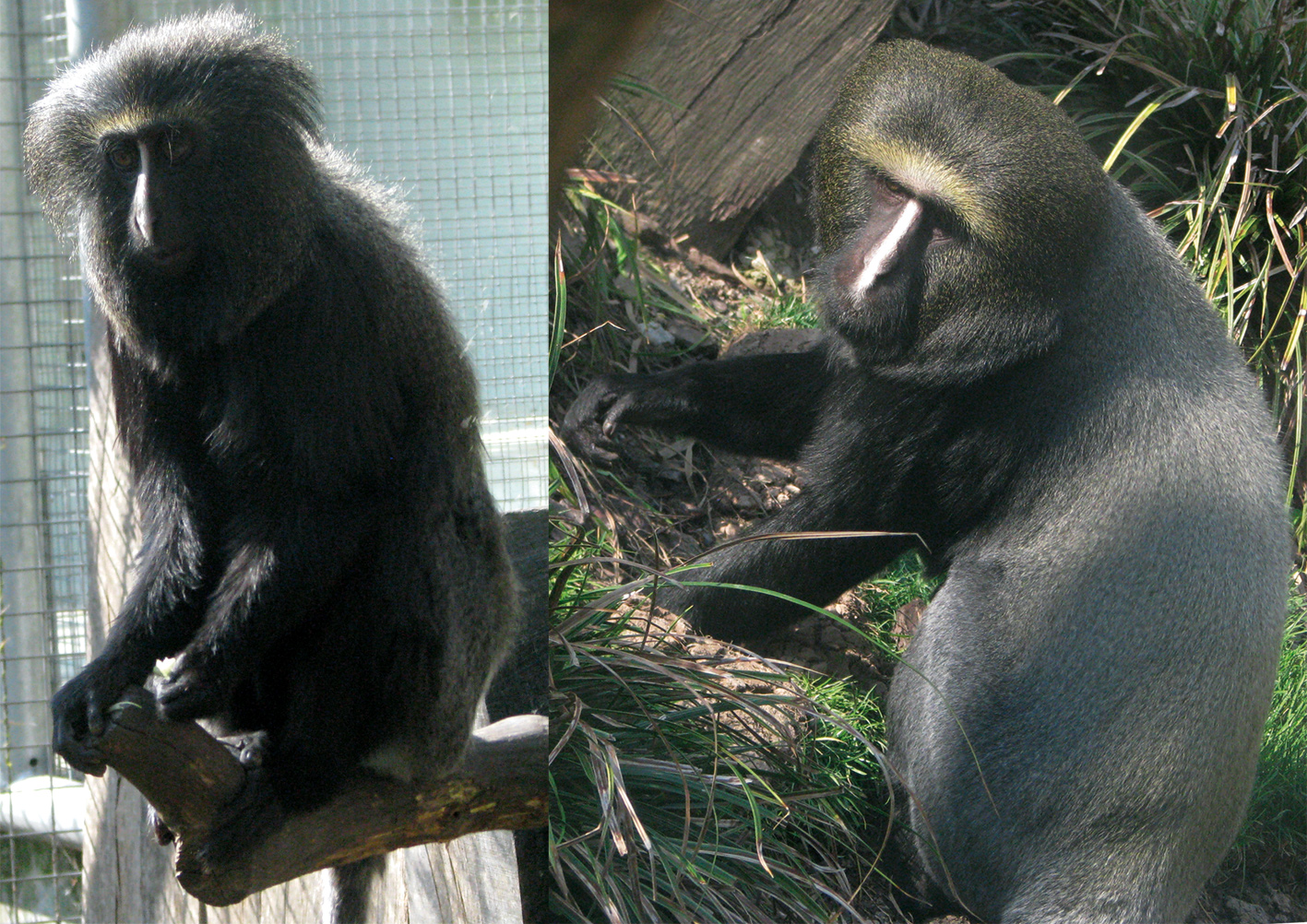
"La femelle (à gauche) et le mâle (à droite) ont un pelage équivalent mais le mâle est beaucoup plus massif" Photos Christophe Chauvin.
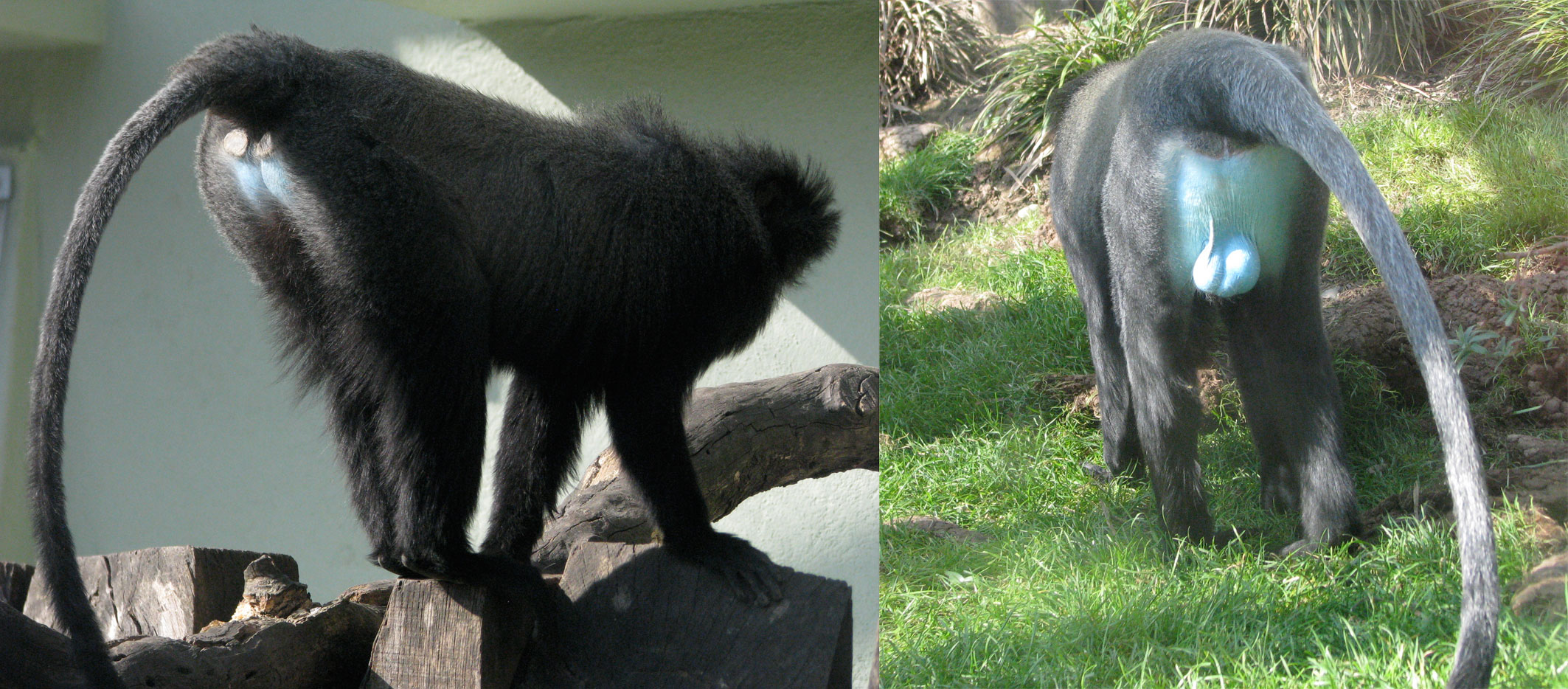
"Le pelage est cryptique à l'exception de la zone ano-génitale de couleur bleue (femelle à gauche et mâle à droite)" Photos Christophe Chauvin.
- Des vocalisations